# Черкасск (Жетысуская область)
Черкасск (каз. Черкасск, до 200? г. — Черкасское) — село в Саркандском районе Жетысуской области Казахстана. Административный центр Черкасского сельского округа. Код КАТО — 196057100.

## Население

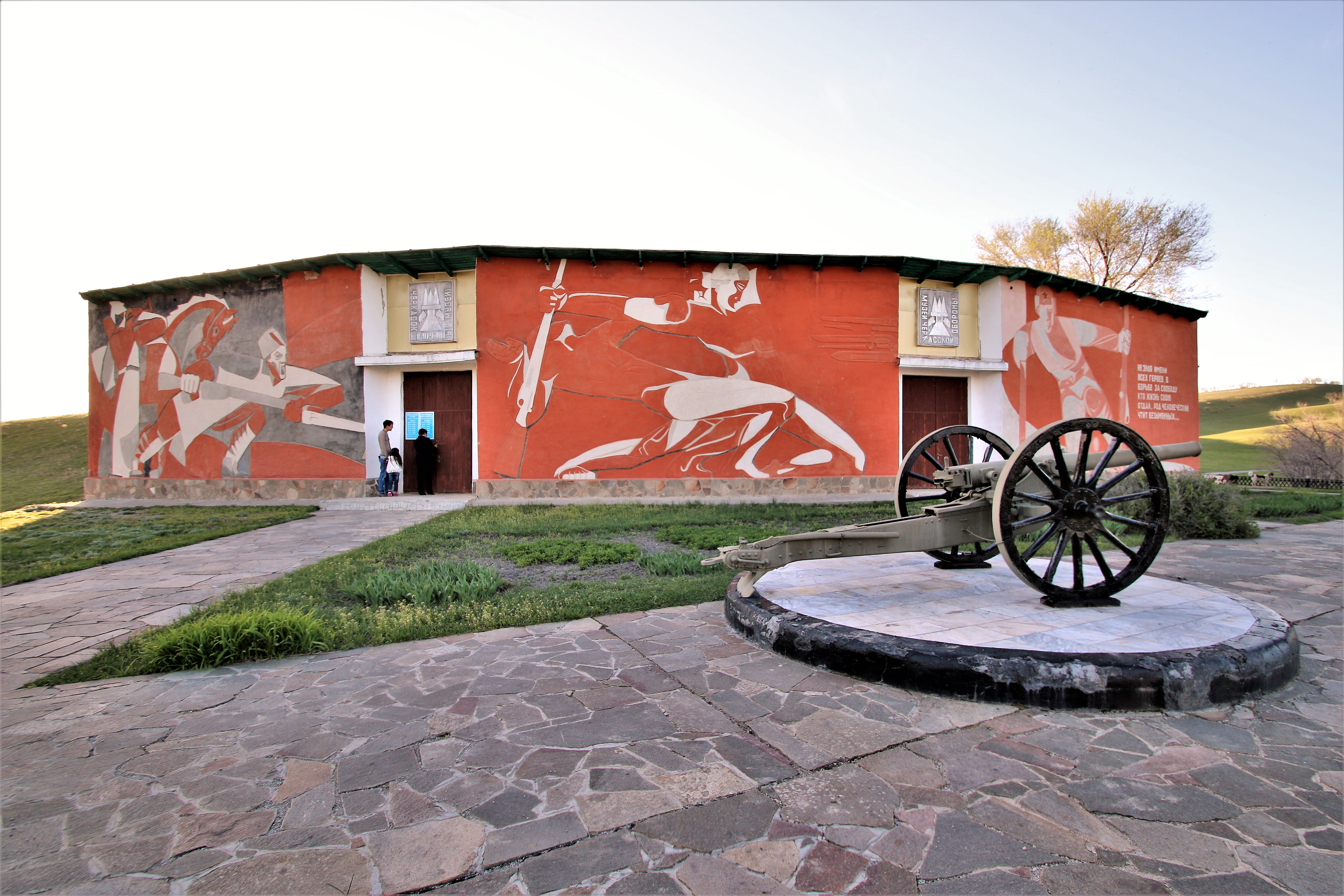
Музей Черкасской обороны

В 1999 году население села составляло 1100 человек (554 мужчины и 546 женщин). По данным переписи 2009 года, в селе проживало 967 человек (496 мужчин и 471 женщина).

## Музей
Решением Министерства культуры казахской ССР от 1 января 1968 года в селе был открыт «Музей истории Саркандского района», который ранее именовался, как "Мемориальный музей «Черкасской обороны». В здании музея в годы Гражданской войны находился Боевой Совет (на сегодняшний день в нем функционирует экспозиционный комплекс, который посвящен героической Черкасской обороне). После, в 1978 году к 70-летию Черкасской обороны было построено здание, в котором на данный момент выставлена новая экспозиция истории Сарканского района.